# Лурас
Лурас (итал. Luras) — коммуна в Италии, располагается в регионе Сардиния, подчиняется административному центру Сассари.
Население составляет 2 483 человек (30-6-2019), плотность населения составляет 28,35  чел./км². Занимает площадь 87,59 км². Почтовый индекс — 7025. Телефонный код — 079.
Покровительницей коммуны почитается Пресвятая Богородица, празднование в первое воскресение октября.